# Resolució 455 del Consell de Seguretat de les Nacions Unides
La Resolució 455 del Consell de Seguretat de l'ONU, fou aprovada el 23 de novembre de 1979. Després de prendre nota de representacions de Zàmbia i recordant la Resolució 424 (1978), el Consell va expressar la seva preocupació i va condemnar el "règim racista il·legal" de Rhodèsia del Sud pel seu "patró sostingut de violacions destinades a destruir la infraestructura econòmica" de Zàmbia i causant diverses morts.
La resolució va continuar per denunciar la connivència per part de Sud-àfrica amb Zimbàbue-Rhodèsia en els atacs contra Zàmbia i altres estats de primera línia. Va demanar a les autoritats responsables que paguin una indemnització a Zàmbia i que la comunitat internacional ajudés a reconstruir infraestructures destruïdes. El Consell va felicitar a Zàmbia i als altres estats de primera línia, com ara Angola, Botswana i Moçambic pel seu suport al poble de Zimbabwe.
Finalment, el Consell va convidar al Regne Unit com a poder administrador a adoptar mesures efectives per ajudar a posar fi a les operacions ofensives de les Forces de seguretat de Rhodèsia i va establir un comitè ad hoc per informar al Consell sobre l'aplicació del present resolució abans del 15 de desembre de 1979.
No es van donar detalls sobre la votació, a part que es va adoptar "per consens".